# Guvernoratele Yemenului
Yemenul este împărțit în 22 de unități administrative principale, care se numesc guvernorate.

## Guvernorate
| Diviziune                          | Arabă                              | Capitală                           | Suprafață km²                      | Pop (2012)                         | Număr (hartă)                      |
| Fostul Yemen de Nord, până în 1990 | Fostul Yemen de Nord, până în 1990 | Fostul Yemen de Nord, până în 1990 | Fostul Yemen de Nord, până în 1990 | Fostul Yemen de Nord, până în 1990 | Fostul Yemen de Nord, până în 1990 |
| ---------------------------------- | ---------------------------------- | ---------------------------------- | ---------------------------------- | ---------------------------------- | ---------------------------------- |
| 'Amran                             | عمران                              | 'Amran                             | 9,587                              | 967,634                            | 2                                  |
| Ad Dali'                           | الضالع                             | Ad Dali'                           | 4,786                              | 597,936                            | 4                                  |
| Al Bayda'                          | البيضاء                            | Al Bayda'                          | 11,193                             | 660,105                            | 5                                  |
| Al Hudaydah                        | الحديدة                            | Al Hudaydah                        | 17,509                             | 2,687,674                          | 6                                  |
| Al Jawf                            | الجوف                              | Al Jawf                            | 30,620                             | 534,408                            | 7                                  |
| Al Mahwit                          | المحويت                            | Al Mahwit                          | 2,858                              | 599,340                            | 9                                  |
| Amanat Al Asimah                   | أمانة العاصمة                      | San'a'                             | 126                                | 2,575,347                          | 10                                 |
| Dhamar                             | ذمار                               | Dhamar                             | 9,495                              | 1,645,436                          | 11                                 |
| Hajjah                             | حجة                                | Hajjah                             | 10,141                             | 1,811,394                          | 13                                 |
| Ibb                                | إب                                 | Ibb                                | 6,484                              | 2,505,816                          | 14                                 |
| Ma'rib                             | مأرب                               | Ma'rib                             | 20,023                             | 291,403                            | 16                                 |
| Raymah                             | ريمة                               | Raymah                             | 2,442                              | 483,196                            | 17                                 |
| Sa'dah                             | صعدة                               | Sa'dah                             | 15,022                             | 887,482                            | 18                                 |
| Sana'a                             | صنعاء                              | San'a'                             | 15,052                             | 1,042,468                          | 19                                 |
| Ta'izz                             | تعز                                | Ta'izz                             | 12,605                             | 2,817,696                          | 21                                 |
| Fostul Yemen de Sud, până în 1990  |                                    |                                    |                                    |                                    |                                    |
| 'Adan                              | عدن                                | Aden                               | 1,114                              | 589,419                            | 1                                  |
| Abyan                              | أبين                               | Zinjibar                           | 21,939                             | 764,342                            | 3                                  |
| Al Mahrah                          | المهرة                             | Al Ghaydah                         | 82,405                             | 122,453                            | 8                                  |
| Hadramaut                          | حضرموت                             | Al Mukalla                         | 191,737                            | 1,263,754                          | 12                                 |
| Soqatra                            | ‏محافظة أرخبيل سقطرى                | Hadibu                             | ...1)                              | ...1)                              | 22                                 |
| Lahij                              | لحج                                | Lahij                              | 15,210                             | 865,791                            | 15                                 |
| Shabwah                            | شبوة                               | Ataq                               | 47,728                             | 546,467                            | 20                                 |
| Yemen                              | اليَمَن                              | San'a'                             | 528,076                            | 24,259,561                         | TOTAL                              |